# ماسساندرا
ماسساندرا (به لاتین: Massandra) یک منطقهٔ مسکونی در روسیه است که در شهرداری یالتا واقع شده‌است. ماسساندرا ۷٬۲۸۰ نفر جمعیت دارد و ۳۰۰ متر بالاتر از سطح دریا واقع شده‌است.
ماساندرا که محل سکونتگاه یونان باستان (Tavrida-Ταυρίδα) بود، توسط کنت پوتوکی در سال 1783 تصاحب شد.